# Lisciano Niccone
Lisciano Niccone es una localidad y comune italiana de la provincia de Perugia, región de Umbría, con 654 habitantes.

## Evolución demográfica
| Gráfica de evolución demográfica de Lisciano Niccone entre 1861 y 2001 |
|                                                                        |
| Fuente ISTAT - elaboración gráfica de Wikipedia                        |